# Sound Songs
Sound Songs ist ein Jazzalbum von Jay Clayton und Jerry Granelli. Die im Dezember 1985 im Telemation Audio Studio, Seattle, entstandenen Aufnahmen erschienen 1986 auf Stefan F. Winters Label JMT. 2001 wurde das Album auf dem Label Winter & Winter neu aufgelegt.

## Hintergrund
Sound Songs, 1985 aufgenommen, zeichnet sich durch eine etwas unorthodoxe Kombination aus Schlagzeug (Jerry Granelli) und Gesang (Jay Clayton) aus, notierte Glenn Astarita. Zu den gespielten Stücken gehörten neben Eigenkompositionen auch „Goodbye Pork Pie Hat“ von Charles Mingus mit dem Text von Rahsaan Roland Kirk. Jay Claytons Stück „I'm Nobody“ basiert auf dem Gedicht „I’m Nobody! Who are you?“ von Emily Dickinson.
Jay Clayton und Jerry Granelli setzten ihre Zusammenarbeit im Duo rund 30 Jahre später mit dem Album Alone Together fort.

## Titelliste
- Jay Clayton & Jerry Granelli (JMT 860006, Winter & Winter 919 006-2)[2]

1. Four Tom-Toms 3:42
2. Goodbye Porkpie Hat (Charles Mingus/Roland Kirk) 6:55
3. Togi 4:50
4. Joyous March 4:46
5. Somewhere Else 5:54
6. I'm Nobody (Jay Clayton/Emily Dickinson) 3:25
7. Forgotten Song 5:19
8. Everything Machine 4:28
9. Chrystals 3:07

Wenn nicht anders vermerkt, stammen die Kompositionen von Jay Clayton und Jerry Granelli.

## Rezeption
Hier würden sich angesehene Musiker auf eine Entdeckungsreise begeben, indem sie Elemente der Avantgarde mit Mainstream-ähnlichen Motiven verknüpfte, schrieb Glenn Astarita in All About Jazz. Das Duo führe eine fantasievolle Variante von Mingus’ Klassiker „Goodbye Pork Pie Hat“ durch, dank Claytons samtiger Stimme und Granellis hybriden Swing und polyrhythmischen Mustern. Auf „Joyous March“ starte der Schlagzeuger passend dazu eine militärische Stilentwicklung zu Claytons wortlosem Gesang, während die Musiker eine existenzielle Stimmung ausstrahlen, gepaart mit einem insgesamt festlichen Ansatz.
Dann würden die beiden introspektiv über Stücke wie „I'm Nobody“ sinnieren, in denen Clayton Erzählung, Scat-Gesang und gefühlvolle Themen mit Granellis rollenden Tomtom-Bewegungen mische, so Astarita. Daher tue Granelli als Teil des Duo viel mehr, als nur den Puls zu halten, sondern lasse sich durchgehend auf lebhaften Austausch und klangvolle Vorschläge ein. „Sound Songs“ erweise sich als interessantes und etwas gewagtes Statement.